# Барон Рагби
Барон Рагби из Рагби в графстве Уорикшир — наследственный титул в системе Пэрства Соединённого королевства. Он был создан 15 февраля 1947 года для государственного служащего сэра Джона Маффи (1877—1969). Он занимал должности главного комиссара Северо-Западной пограничной провинции (1921—1923), генерал-губернатора Судана (1926—1933) и постоянного заместителя министра по делам колоний (1933—1937). По просьбе Уинстона Черчилля он стал первым представителем Соединённого королевства в Ирландии в 1939 году, эту должность он занимал в течение всех лет войны вплоть до своей отставки в 1949 году. 
По состоянию на 2024 год носителем титула являлся его внук, Роберт Чарльз Маффи, 3-й барон Рагби (род. 1951), который стал преемником своего отца в 1990 году.
Достопочтенная Пенелопа Эйткен (1910—2005), мать бывшего консервативного политика Джонатана Эйткена (род. 1942) и актрисы Мэри Эйткин (род. 1945), была дочерью 1-о барона Рагби.

## Бароны регби (1947)
- 1947—1969: Джон Лоадер Маффи, 1-й барон Рагби (1 июля 1877 — 20 апреля 1969), сын Томаса Маффи и Пенелопы Мэри Лоадер[1];
- 1969—1990: Алан Лоадер Маффи, 2-й барон Рагби (16 апреля 1913 — 12 января 1990), старший сын предыдущего[2];
- 1990 — настоящее время: Роберт Чарльз Маффи, 3-й барон Рагби (род. 4 мая 1951), второй сын предыдущего[3];
  - Наследник титула: достопочтенный Тимоти Джеймс Говард Маффи (род. 23 июля 1975), старший сын предыдущего[4].